# Nikita Cuffe
Nikita Cuffe (Brisbane, 26 settembre 1979) è una pallanuotista australiana, vincitrice di una medaglia di bronzo ai giochi olimpici di Pechino 2008.